# انجمن رفاه زنان
انجمن پیشرفت و رفاه زنان افغان یا مؤسسه خیرهٔ زنان که به عنوان «جامعهٔ زنان» نیز شناخته می‌شود یک سازمان زنان در افغانستان بود که در سال ۱۹۴۶ تأسیس شد. انجمن رفاه زنان در سال ۱۹۷۵ از دولت مستقل شد و به «مؤسسه زنان (افغان)» تغییر نام یافت.

## تاریخ
این وزارتخانه در سال ۱۹۴۶ توسط وزارت دارایی در شهر کابل تأسیس شد. از جمله اعضای بنیانگذار آن زینب عنایت سراج و بی‌بی جان، زنانی از خانوادهٔ سلطنتی، بودند. ملکه حمیرا بیگم به عنوان اولین سرپرست و حامی آن عمل کرد. تا سال ۱۹۵۰ توسط وزارت آموزش و پرورش اداره می‌شد و از سال ۱۹۵۳، نشریه خود را با عنوان میرمان منتشر کرد.
ملک امان‌الله خان و ملکه ثریا طرزی حقوق زنان را در برنامه اصلاحات در دهه ۱۹۲۰ و همچنین تأسیس اولین سازمان زنان (انجمن-هیمات نیوان) ترویج داده بودند، اما پس از برکناری آنها در سال ۱۹۲۹، اصلاحات آنها لغو شد. . پس از جنگ جهانی دوم، دولت نیاز به اصلاح جامعه افغانستان داشت و رهایی زنان بخشی از این سیاست بود. انجمن رفاه زنان در دوران اصلاحات در حقوق زنان، مانند اجازه تحصیل زنان در دانشگاه کابل در سال ۱۹۵۰ تأسیس شد.
هدف این مؤسسه کار برای ارتقاء جایگاه زنان در جامعه بود. آنها با تشویق رونمایی، آزادی زنان را از تفکیک جنسیتی ارتقا دادند، اما عمدتاً روی ترویج کار زنان، سوادآموزی، تنظیم خانواده و کلاسهای حرفه ای تمرکز کردند. در سال ۱۹۵۷، افغانستان نمایندگان خود را به کنفرانس زنان آسیایی فرستاد. هیئت انجمن رفاه زنان در سال ۱۹۶۲ به اتحاد جماهیر شوروی سفر کردند و در فدراسیون بین‌المللی دموکراتیک زنان از پنجمین کنگره جهانی زنان (۲۴–۲۹ ژوئن، ۱۹۶۳) در مسکو شرکت کردند. انجمن رفاه زنان برای اصلاحات زنان با همکاری روند نوسازی دولت کار کرد: مدیر انجمن، کبرا نورزایی، در کار قانون اساسی جدید ۱۹۶۴ شرکت کرد که حق رای زنان را معرفی کرده و به عنوان یکی از اولین زنان پارلمان انتخاب شد.
شعبه‌های انجمن رفاه زنان در هرات، قندهار و مزارشریف تأسیس شدند. سرانجام، شعبه‌هایی در ده شهر تشکیل شدند که در مجموع هشت هزار عضو داشت. با این حال، علیرغم کار آنها در ایجاد دفاتر محلی و تلاش آنها برای مشارکت زنان روستایی، انجمن رفاه زنان هرگز نتوانست خارج از حلقه زنان نخبه شهری گسترش یابد.